# Jackson Robert Scott

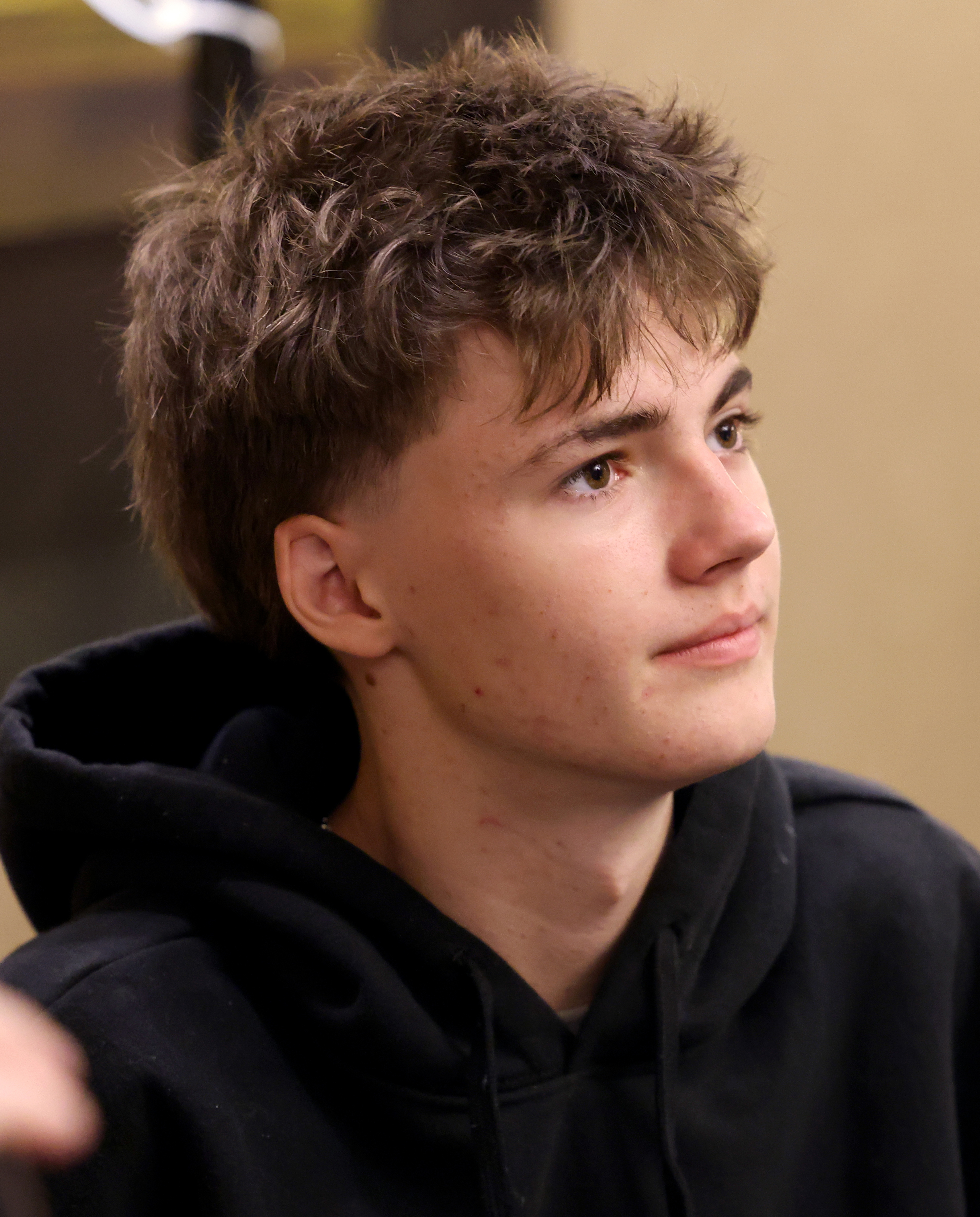
Jackson Robert Scott (2025)

Jackson Robert Scott (* 18. September 2008 in Los Angeles) ist ein US-amerikanischer Filmschauspieler, der als Kinderdarsteller startete.

## Leben
Jackson Robert Scott hatte mit sieben Jahren seine erste Rolle in der Folge Outlaw in der Serie Criminal Minds.
Im Jahr 2017 spielte Scott in der Stephen-King-Verfilmung Es mit. Zwei Jahre später hatte er auch in der Fortsetzung Es Kapitel 2 einen Auftritt. Im Februar 2020 erschien die Netflix-Serie Locke & Key, in der Scott in der Hauptrolle des Bode Locke zu sehen ist.

## Filmografie (Auswahl)
- 2015: Criminal Minds (Fernsehserie, eine Folge)
- 2017: Es (It)
- 2017: Fear the Walking Dead (Fernsehserie, Folge 3x03)
- 2018: Skin (Kurzfilm)
- 2019: The Prodigy
- 2019: Es Kapitel 2 (It Chapter Two)
- 2020: Gossamer Folds
- 2020: They Came From Below (Kurzfilm)
- 2020–2022: Locke & Key (Fernsehserie, 28 Folgen)
- 2021: WandaVision (Miniserie, 4 Folgen)
- 2023: Jesus Revolution